# Барто, Эмили Ньютон
Эмили Ньютон Барто (англ. Emily Newton Barto; 1896, Патчог, штат Нью-Йорк, США — 1968, Нью-Йорк) — американская художница-иллюстратор, писательница, дизайнер.
Окончила колледж Купер-Юнион в Нью-Йорке, позже Лигу студентов-художников Нью-Йорка и Национальную академию дизайна.
С 1935 года — участница Федерального художественного проекта. В 1935 году, как сообщала New York Times, Барто была одной из шести художников, выбранных Муниципальной художественной комиссией для создания фресок для больниц.
Иллюстрировала детские книги. Автор нескольких книг для детей.
Альбом с зарисовками художницы хранится в архиве американского искусства.